# Ligue padane
La Ligue padane (en italien, Lega Padana) est un parti politique italien créé à Turin le 8 février 1999.